# Polskie Towarzystwo Badań Radiacyjnych
Polskie Towarzystwo Badań Radiacyjnych im. Marii Skłodowskiej-Curie (PTBR) – stowarzyszenie naukowe skupiające osoby zawodowo lub amatorsko zajmujące się zagadnieniami oddziaływania promieniowania z materią.
Celem Towarzystwa jest popieranie rozwoju badań naukowych związanych z promieniowaniem jonizującym i elektromagnetycznym promieniowaniem niejonizującym oraz ich popularyzacja wśród społeczeństwa. Członkami PTBR są fizycy, chemicy, biolodzy, lekarze, inżynierowie i technicy reprezentujący różne środowiska naukowe. PTBR należy do Międzynarodowego Stowarzyszenia Badań Radiacyjnych (International Association for Radiation Research – IARR) oraz współpracuje z Europejskim Towarzystwem Badań Radiacyjnych (European Radiation Research Society – ERRS).

## Historia[2]
Towarzystwo powstało w roku 1967 w celu ułatwienia kontaktów między instytutami, laboratoriami i grupami badawczymi zajmującymi się tematyką związaną z promieniowaniem. W formalnym zebraniu założycielskim PTBR w dniu 29 czerwca 1967 roku uczestniczyło 31 osób reprezentujących różne dziedziny nauki: fizykę, chemię radiacyjną, radiobiologię i związane z promieniowaniem kierunki medycyny. Powołano wtedy Komitet Organizacyjny w składzie: Stefan Minc (przewodniczący), Janusz Beer (sekretarz), Roman Broszkiewicz, Andrzej Danysz, Bogusława Jeżowska-Trzebiatowska, Maria Kopeć, Jerzy Kroh i Tadeusz Obara. 8 stycznia 1969 roku w Warszawie odbył się Pierwszy Zjazd PTBR, na którym powierzono funkcję prezesa Jerzemu Kroh.
Towarzystwo liczy obecnie około 300 członków. Posiada 6 oddziałów terenowych: krakowski, łódzki, siedlecki, śląski, świętokrzyski i warszawski.

## Działalność
Dla osiągnięcia celów statutowych Towarzystwo organizuje konferencje, zebrania naukowe, wykłady, szkolenia i konkursy dotyczące badań radiacyjnych i pokrewnych, jak również przyznaje nagrody za osiągnięcia naukowe oraz stypendia dla młodych naukowców. Towarzystwo wydaje też publikacje z zakresu badań radiacyjnych oraz opinie o stanie wiedzy i potrzebach w tym obszarze, a także występuje w tych sprawach do właściwych władz.
Co trzy lata PTBR organizuje w różnych miastach Polski zjazdy naukowe, które umożliwiają szeroki przegląd prac badawczych członków i sympatyków Towarzystwa. W trakcie zjazdów wręczane są nagrody naukowe PTBR i Medale im. Marii Skłodowskiej-Curie.

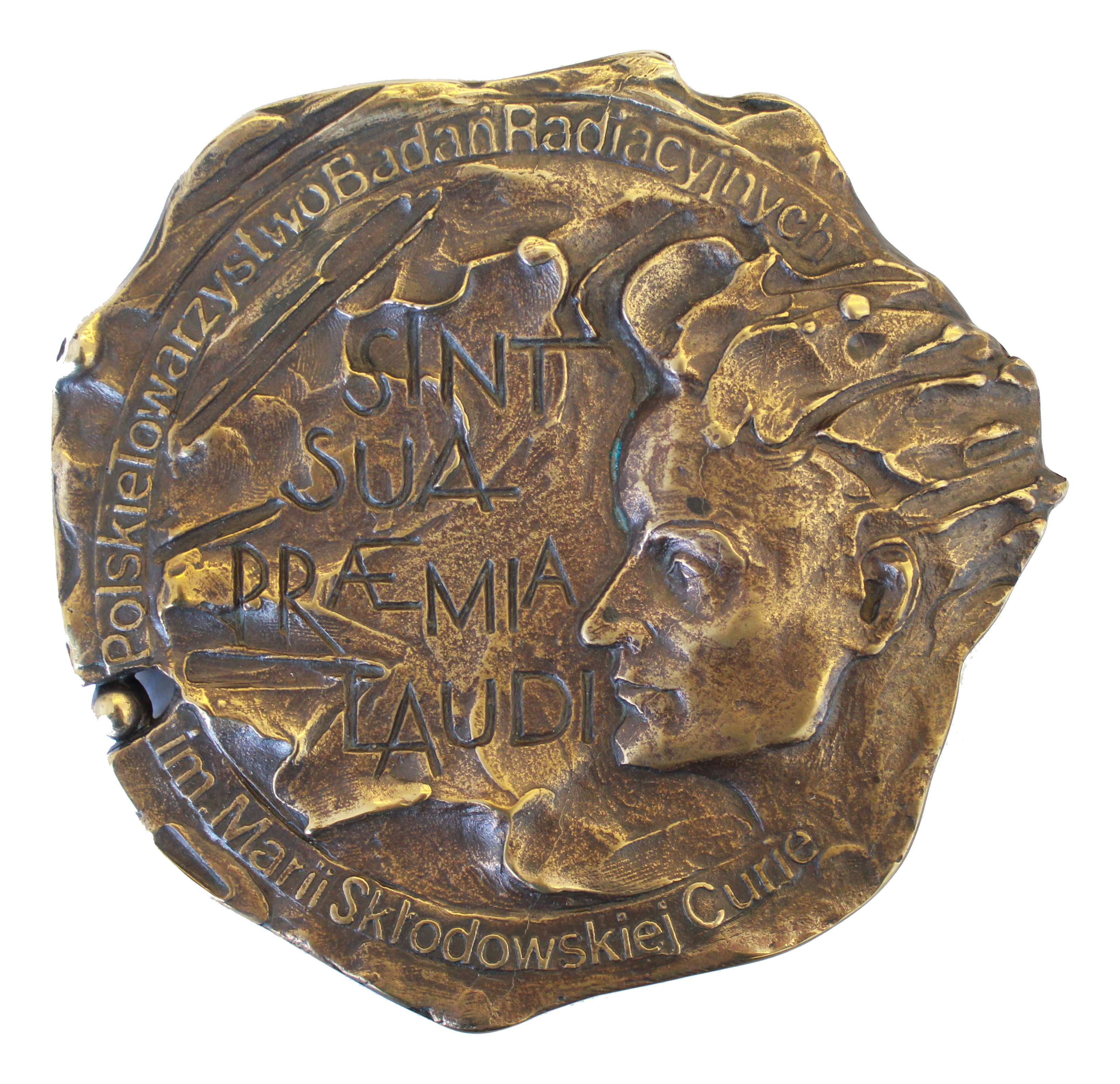
Medal im. Marii Skłodowskiej-Curie – najwyższe wyróżnienie naukowe przyznawane przez PTBR

Towarzystwo prowadzi intensywną współpracę międzynarodową, której efektem było powierzanie mu organizacji ważnych wydarzeń naukowych. PTBR organizowało m.in. Kongresy Europejskiego Towarzystwa Radiobiologicznego (w latach 1981 i 2000), a w roku 2011 PTBR dostąpiło zaszczytu organizacji 14. Międzynarodowego Kongresu Badań Radiacyjnych (ICRR’2011) – najważniejszego i największego światowego spotkania naukowego w tej dziedzinie połączonego ze zjazdem Międzynarodowego Stowarzyszenia Badań Radiacyjnych (IARR).
Wieloletnią tradycją Towarzystwa (od 1970 r.) jest organizacja tzw. Szkół Jesiennych PTBR – kilkudniowych spotkań naukowych o charakterze edukacyjnym, poświęconych upowszechnianiu najnowszej wiedzy o działaniu i możliwościach wykorzystania promieniowania, a także o obowiązujących regulacjach prawnych w tym zakresie. Wśród uczestników Szkół Jesiennych znajdują się pracownicy instytucji naukowych, stacji sanitarno-epidemiologicznych, powiatowych i wojewódzkich Wydziałów Ochrony Środowiska, zakładów przemysłowych, a także przedstawiciele instytucji wojskowych, policji, Straży Granicznej i Państwowej Straży Pożarnej. Efektem Szkół Jesiennych PTBR są również wydawane monografie prezentujące materiał naukowy tych spotkań.
Od 2005 roku PTBR posiada status organizacji pożytku publicznego.

## Nagrody, medale i wyróżnienia[3]
Towarzystwo przyznaje Nagrody Naukowe PTBR, ustanowione w roku 1970. Nagrody mają formę statuetki (zaprojektowanej przez Hannę Jelonek) oraz dyplomów. Obecnie przyznawane są nagrody I i II stopnia oraz wyróżnienia w następujących dziedzinach: chemia radiacyjna i fotochemia, radiobiologia, radioterapia, higiena radiacyjna, bioelektromagnetyzm i ochrona przed promieniowaniem niejonizującym.
Od 1980 roku Towarzystwo przyznaje Medale im. Marii Skłodowskiej-Curie – najwyższe wyróżnienia naukowe o uznanym prestiżu w kraju i za granicą. Medale nadawane są wybitnym polskim uczonym, zasłużonym w dziedzinie badań radiacyjnych, oraz uczonym zagranicznym, którzy obok wybitnych osiągnięć naukowych mają zasługi dla rozwoju badań radiacyjnych w Polsce. Medal odlewany w brązie zaprojektowała Hanna Jelonek wykorzystując wcześniejszy wzór zaprojektowany przez Józefa Markiewicza.